# Chiesa di San Marco alle Cappelle

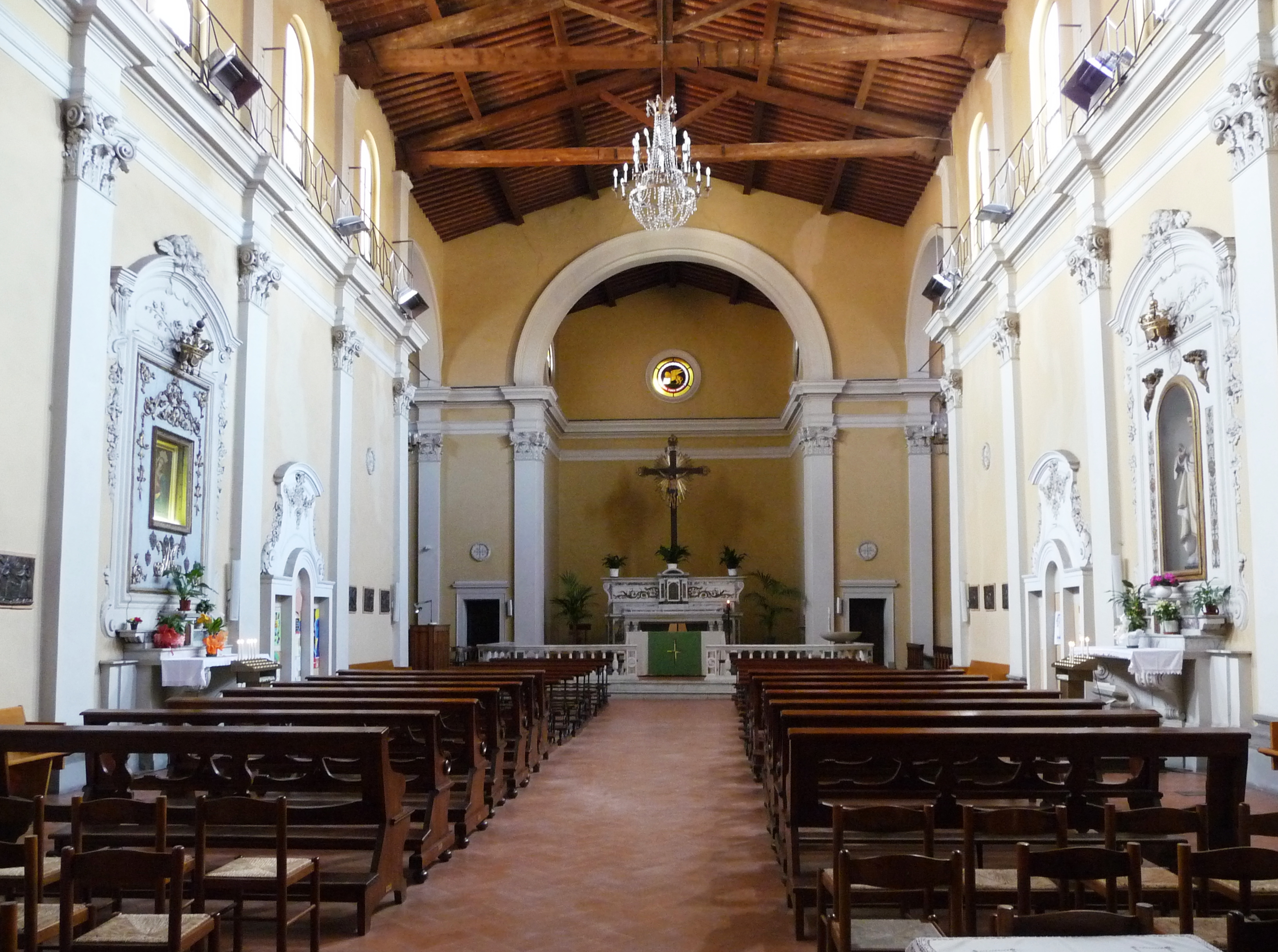
Interno

La chiesa di San Marco alle Cappelle sorge in via Carlo Cattaneo, a Pisa.

## Storia
La chiesa viene menzionata per la prima volta in un documento del 1153.
Nel corso dei secoli fu più volte ristrutturata; ritenuta pericolante, fu in gran parte ricostruita nel 1508 e un importante rinnovamento si ebbe nel 1753, quando Jacopo Bussagli riedificò la tribuna, che nell'occasione fu decorata con stucchi di Giovanni Frullani e un affresco raffigurante San Marco, opera di Giovan Battista Tempesti.
Tra il 1787 e il 1789 la chiesa fu completamente ricostruita su disegno di Giovanni Andreini; il coro venne affrescato da Giovanni Stella con le figure di San Paolo, San Pietro e San Marco.
Il campanile risale al 1813 e in origine era dotato di un coronamento a cuspide; nel 1909 la cuspide fu colpita da un fulmine e la sommità della torre fu ricostruita a forma di terrazza.
Dopo alcuni interventi di restauro intrapresi negli anni venti del XX secolo, tra il 1940 e il 1942 la chiesa fu ampliata con l'aggiunta del transetto e la ricostruzione del presbiterio. Ciò causò la perdita degli affreschi settecenteschi e la distruzione del campanile a vela, ultima traccia della struttura medievale.
Danneggiata durante la seconda guerra mondiale, nel dopoguerra fu dichiarata inagibile. Il complesso fu restaurato tra il 1978 e il 1980.

## Descrizione
La chiesa si inserisce nel fronte continuo di edifici che prospettano su via Carlo Cattaneo.
La facciata principale è su due livelli separati da una cornice modanata: quello inferiore è caratterizzato dal portale d'accesso, sormontato da frontone arcuato, mentre quello superiore è incentrato attorno ad una finestra cieca. Sul lato destro si innalza il campanile.
L'interno, a croce latina, è costituito da un'unica aula, coperta da un tetto a capriate ripristinato durante gli ultimi restauri.
Le pareti laterali sono articolate mediante lesene con capitelli d'ordine composito che si interrompono all'altezza di una balaustra, sotto la linea d'apertura delle finestre.
In controfacciata, sopra una tribuna costruita nel 1814, si trova l'organo realizzato nel 1859 da Nicomede Agati.